# Moderkors
Moderkors (tysk: Ehrenkreuz der deutschen Mutter, også kaldt Mutterkreuz) var en udmærkelse under det tredje rige.
Den første kvinde til at modtage udmærkelsen var Magda Goebbels, som var gift med Nazi-Tysklands propagandaminister Joseph Goebbels. Parret havde seks børn, og Magda fik derfor tildelt Moderkorset i sølv.

## Historie
Udmærkelsen blev etableret den 16. december 1938 som en del af Adolf Hitlers initiativ for at øge væksten af den ariske population. Kun kvinder af ren arisk slægt kunne modtage udmærkelsen. Korsene blev uddelt årligt den 12. august og på den anden søndag i maj. Korset kom i 2 udgaver, type 1 og type 2.
Korset havde 3 klasser:
- Guld – for 8 eller flere børn
- Sølv – for 6 eller 7 børn
- Bronze – for 4 eller 5 børn

## Design
Normalt brugtes malteserkors, men Moderkorset var forlænget i bunden og dermed et latinsk kors. På aversen er armene på korset dækket af blå emalje med en hvid emaljestribe yderst. I midten er en ring med teksten: “DER DEUTSCHEN MUTTER” (til den tyske mor) omkring et sort hagekors, som har hvid bagrund. På reversen på type 1 står inskriptionen “Das Kind adelt die Mutter” og Hitlers signatur, og på type 2 står der datoen “16. Dezember 1938” og ligeledes Hitlers signatur.
Korsene havde blåt bånd med to hvide striber på siderne.

## Galleri
- Guldkors i æske 
Foto: KEN
- Sølvkors med bånd 
Foto: KEN
- Konvolut til uddeling af sølvkors 
Foto: KEN
- Bronzekors
- Bronzekors